# رئيس ساو توميه وبرينسيب
رئيس ساو تومي وبرينسيب هو المنصب الأعلى في جمهورية ساو تومي وبرينسيب. الرئيس الحالي هو كارلوس فيلا نوفا. هناك حد للفترات الرئاسية وهي فترتين وكان تروفودا أول رئيس يطبق عليه هذا القيد في عام 2001.

## رؤساء ساو تومي وبرينسيب (1975–الآن)
الأحزاب السياسية
فصائل أخرى
رموز
| الرقم | عمودي | الاسم (الميلاد - الوفاة)                                             | منتخب | مدة العضوية   | مدة العضوية                                      | مدة العضوية        | حزب سياسي                                                  |
| الرقم | عمودي | الاسم (الميلاد - الوفاة)                                             | منتخب | تولى منصبه    | ترك المكتب                                       | الوقت في المكتب    | حزب سياسي                                                  |
| ----- | ----- | -------------------------------------------------------------------- | ----- | ------------- | ------------------------------------------------ | ------------------ | ---------------------------------------------------------- |
| 1     |       | مانويل بينتو دا كوستا (مواليد 1937)                                  | —     | 12 يوليو 1975 | 4 مارس 1991                                      | 15 سنوات و235 أيام | حركة تحرير ساو تومي وبرينسيبي - الحزب الاشتراكي الديمقراطي |
| –     |       | ليونيل ماريو دالفا (مواليد 1935) Acting                              | —     | 4 مارس 1991   | 3 أبريل 1991                                     | 30 أيام            | حزب التقارب الديمقراطي                                     |
| 2     |       | ميغيل تروفوادا (مواليد 1936)                                         | 1991  | 3 أبريل 1991  | 15 أغسطس 1995 (انقلاب 1995 في ساو تومي وبرينسيب) | 4 سنوات و134 أيام  | العمل الديمقراطي المستقل                                   |
| –     |       | ملازم مانويل كوينتاس دي ألميدا (1957–2006) رئيس مجلس الانقاذ الوطني  | —     | 15 أغسطس 1995 | 21 أغسطس 1995                                    | 8 أيام             | عسكرية ساو تومي وبرينسيب ‏                                  |
| (2)   |       | ميغيل تروفوادا (مواليد 1936)                                         | 1996  | 21 أغسطس 1995 | 3 سبتمبر 2001                                    | 6 سنوات و19 أيام   | العمل الديمقراطي المستقل                                   |
| 3     |       | فراديك دي مينيزيس (مواليد 1942)                                      | 2001  | 3 سبتمبر 2001 | 16 يوليو 2003 (انقلاب 2003 في ساو تومي وبرينسيب) | 1 سنة و316 أيام    | الحركة الديمقراطية القوة من أجل التغيير - الحزب الليبرالي  |
| –     |       | رائد فرناندو بيريرا (مواليد 1963) رئيس المجلس العسكري للإنقاذ الوطني | —     | 16 يوليو 2003 | 23 يوليو 2003                                    | 7 أيام             | عسكرية ساو تومي وبرينسيب ‏                                  |
| (3)   |       | فراديك دي مينيزيس (مواليد 1942)                                      | 2006  | 23 يوليو 2003 | 3 سبتمبر 2011                                    | 8 سنوات و42 أيام   | الحركة الديمقراطية القوة من أجل التغيير - الحزب الليبرالي  |
| (1)   |       | مانويل بينتو دا كوستا (مواليد 1937)                                  | 2011 ‏ | 3 سبتمبر 2011 | 3 سبتمبر 2016                                    | 5 سنوات و0 أيام    | مستقل                                                      |
| 4     |       | إيفاريستو كارفاليو (1941–2022)                                       | 2016  | 3 سبتمبر 2016 | 2 أكتوبر 2021                                    | 5 سنوات و29 أيام   | العمل الديمقراطي المستقل                                   |
| 5     |       | كارلوس فيلا نوفا (مواليد 1959)                                       | 2021  | 2 أكتوبر 2021 | حالي                                             | 3 سنوات و265 أيام  | العمل الديمقراطي المستقل                                   |